# Damir Zlomislić
Damir Zlomislić (Konjic, 20 luglio 1991) è un calciatore bosniaco, centrocampista dello Široki Brijeg.

## Carriera

### Club
Il 5 luglio 2018 viene acquistato a titolo definitivo dalla squadra serba del Vojvodina.

### Nazionale
Ha giocato nella nazionale bosniaca Under-19.

## Palmarès

### Club

#### Competizioni nazionali
- Coppa di Bosnia: 3

Široki Brijeg: 2012-2013
Zrinjski Mostar: 2022-2023, 2023-2024
- Campionato bosniaco: 2

Zrinjski Mostar: 2021-2022, 2022-2023